# Nematicide
Een nematicide is een bestrijdingsmiddel tegen rondwormen. Chemische bestrijdingsmiddelen tegen rondwormen werken vaak ook als een fungicide. Ze zijn zeer giftig.
Een groep van nematiciden doden de rondwormen door het vormen van gassen, die in de poriën van de grond dringen. Er zijn echter ook granulaten, die in de grond oplossen. 

## Chemische bestrijdingsmiddelen
Voorbeelden van chemische nematiciden zijn:
- 1,3-dichloorpropeen, vloeistof
- Aldicarb, granulaat
- Dazomet, poeder of pril
- Iprodion, emulsie
- Fensulfothion, granulaat
- Metam-natrium, vloeistof
- Methylisothiocyanaat, vloeistof
- OxamyI, granulaat of emulsie
- Terbufos, granulaat
- Thionazine, granulaat of emulsie

## Plantaardige bestrijdingsmiddelen
Er zijn ook plantensoorten met een nematicidewerking zoals Tagetes patula en gele mosterd. De aaltjesdodende werking van Tagetes patula komt doordat na het binnendringen van de aaltjes in de wortel onder invloed van thiofeen zuurstofradicalen in de wortels worden gevormd .
Voor biofumigatie worden proeven gedaan met onder andere gele mosterd als groenbemester, die verhakseld ondergewerkt wordt. Hierbij komen glucosinolaten vrij en wordt het gasvormige isothiocyanaat gevormd dat een nematicide werking heeft.

## Bestrijding met schimmels
Er zijn schimmels, de zogenaamde carnivore schimmels, zoals de Paecilomyces, die rondwormen parasiteren en kunnen voor de bestrijding van rondwormen ingezet worden.